# Clark Knoll
Der Clark Knoll ist ein vereister und 454 m hoher Hügel auf Radford Island im Marshall-Archipel vor der Saunders-Küste des westantarktischen Marie-Byrd-Lands. Er ragt 6 km südwestlich des Mount Dane auf.
Zur Kartierung trugen Luftaufnahmen der United States Antarctic Service Expedition (1939–1941), Vermessungen des United States Geological Survey sowie Luftaufnahmen der United States Navy aus den Jahren von 1959 bis 1965 bei. Das Advisory Committee on Antarctic Names benannte den Hügel 1970 nach Elton George Clark (* 1945), Hausmeister der Byrd-Station im Jahr 1967.